# Ricardo Vilela
Ricardo Augusto Vilela Afonso, meglio noto come Ricardo Vilela (Braganza, 18 dicembre 1987), è un ciclista su strada portoghese.

## Palmarès

### Strada
- 2008 (Dilettanti, due vittorie)

Campionati portoghesi, Prova in linea Under-23
1ª tappa Volta a Madeira (Calheta > Calheta)
- 2012 (Efapel-Glassdrive, due vittorie)

3ª tappa GP Efapel (Serpins > Lousã, cronometro)
Classifica generale GP Efapel
- 2014 (OFM-Quinta da Lixa, una vittoria)

1ª tappa Volta as Terras de Santa Maria da Feira (Santa Maria da Feira > Lordelo do Ouro)

#### Altri successi
- 2007 (Dilettanti)

Prova de Abertura Equipes de Clubes
Classifica scalatori Volta a Madeira
- 2009 (Liberty-Seguros)

1ª tappa GP Abimota (Murtosa > Torreira, cronosquadre)
- 2013 (Efapel-Glassdrive)

1ª tappa Volta as Terras de Santa Maria da Feira (Santa Maria da Feira, cronosquadre)

## Piazzamenti

### Grandi Giri
- Vuelta a España

2015: 48º
2017: 50º
2019: 105º
2020: 98º

### Competizioni mondiali
- Campionati del mondo

Bergen 2017 - In linea Elite: 65º

### Competizioni europee
- Campionati europei

Glasgow 2018 - In linea Elite: ritirato